# Холдинг
Холдинг, голдинг (англ. holding — утримання, зберігання) — сукупність материнської компанії та контрольованих нею дочірніх компаній.
Крім простих холдингів, що являють собою материнське товариство і одне або декілька контрольованих ним дочірніх товариств (про яких говорять, що вони у відношенні один до одного є «сестринськими» компаніями) існують і складніші холдингові структури, в яких дочірні товариства самі виступають як материнські компанії у відношенні до інших компаній. При тому материнська компанія, що стоїть на чолі всієї структури холдингу, іменується холдинговою компанією.
Контроль материнської компанії за своїми дочірніми товариствами здійснюється як за допомогою домінуючої участі в їхньому статутному капіталі, так і за допомогою визначення їхньої господарської діяльності (наприклад, виконуючи функції їхнього одноосібного виконавчого органу), так і іншим чином, передбаченим законодавством.

## Характерні риси холдингу
1. Концентрація акцій фірм різних галузей і сфер економіки або фірм, розташованих в різних регіонах.
2. Багатоступінчатість, тобто наявність дочірніх, онучатих і інших споріднених компаній. Нерідко холдинг є пірамідою, очолюваною однією або двома фірмами.
3. Централізація управління в рамках групи шляхом вироблення материнською компанією глобальної політики і координації сумісних дій підприємств за такими напрямками:
- вироблення єдиної тактики і стратегії в глобальному масштабі;
- реорганізація компаній і визначення внутрішньої структури холдингу;
- здійснення міжфірмових зв'язків;
- фінансування капіталовкладень в розробку нової продукції;
- надання консультаційних і технічних послуг.

Холдинги розрізняються за типами інтеграції:
- вертикально інтегровані — є ланцюгом підприємств (у тому числі і підприємства-суміжники), об'єднаних єдиною метою діяльності.
- горизонтально інтегровані — використовуються підприємцями для диверсифікації виробництва і ефективного розподілу інвестицій.

Також холдинг може означати:
1. Придбання контрольних пакетів акцій та створення холдинг-компаній.
2. Підприємство, фірма, акціонерне товариство, що є власником частини або всіх акцій іншого підприємства та здійснює контроль над його діяльністю.